# James Everard

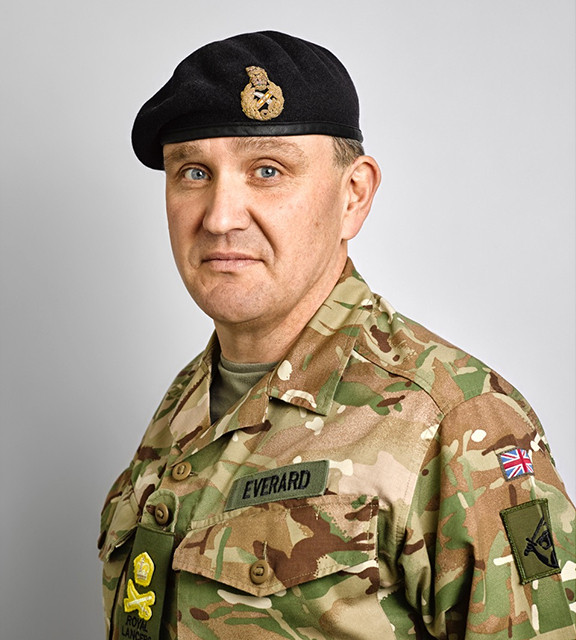
Sir James Everard, 2016

Sir James Rupert Everard, KCB, CBE (* 23. September 1962) ist ein britischer Offizier der British Army außer Dienst, der zuletzt als General von 2017 bis 2020 stellvertretender Alliierter Oberkommandierender der NATO in Europa (Deputy Supreme Allied Commander Europe) war und seit 2021 Leitender Seniormentor für Alliierte Kommandooperationen der NATO ist.

## Leben
James Rupert Everard absolvierte nach dem Besuch der Uppingham School eine Offiziersausbildung an der Royal Military Academy Sandhurst (RMAS) und wurde nach deren Abschluss am 9. April 1983 als Second Lieutenant in das Regiment 17th/21st Lancers des Royal Armoured Corps übernommen. In den folgenden Jahren fand er zahlreiche Verwendungen als Offizier und Stabsoffizier und wurde am 9. April 1985 zum Lieutenant sowie am 9. April 1989 zum Captain befördert. Er wurde am 30. September 1994 zum Major befördert und erhielt nach dem Bosnienkrieg am 8. November 1996 die Queen’s Commendation for Valuable Service für tapfere und herausragende Verdienste in der ehemaligen Republik Jugoslawien in der Zeit vom 21. Dezember 1995 bis 20. Juni 1996. Des Weiteren wurde er am 14. April 2000 als Officer des Order of the British Empire (OBE) ausgezeichnet.
Im September 2000 wurde Everard als Lieutenant-Colonel Kommandeur der Queen’s Royal Lancers und verblieb auf diesem Posten bis 2002. Nach weiteren Verwendungen als Colonel war er im kommissarischen Rang eines Brigadier von Mai bis Oktober 2005 Verbindungsoffizier des Chefs des Verteidigungsstabes beim US-amerikanischen Vereinigten Generalstabsausschuss (Chief of the Defence Staff’s Liaison Officer to the U.S. Joint Chiefs of Staff Committee). Für seine Verdienste wurde er im Zuge der Birthday Honours am 11. Juni 2005 zum Commander des Order of the British Empire (CBE) erhoben und versah zwischen Dezember 2005 und Dezember 2007 Dienst als Kommandeur der 20. Panzerbrigade (Commanding, 20th Armoured Brigade), mit der er zwischen Mai und November 2006 im Irak eingesetzt war. Am 19. Juli 2007 wurde er mit der Queen’s Commendation for Valuable Service in Anerkennung tapferer und herausragender Verdienste im Irak im Zeitraum vom 1. Oktober 2006 bis 31. März 2007 ausgezeichnet. Anschließend war er von Januar 2008 bis Juni 2009 Assistierender Chef des Stabes der Landstreitkräfte (Assistant Chief of Staff, Operations, United Kingdom Land Forces).
Im übernahm Everard als Major-General von Major-General Barney White-Spunner den Posten als Kommandeur der 3. Mechanisierten Division (General Officer Commanding, 3rd (UK) Mechanised Division) ab und verblieb in dieser Verwendung bis April 2011, woraufhin Major-General John Lorimer ihn ablöste. Anschließend löste er Major-General Richard Barrons als Assistierender Chef des Generalstabes des Heeres (Assistant Chief of the General Staff) und bekleidete dieses Amt bis zu seiner Ablösung durch Major-General David Mark Cullen im Januar 2013. Daneben wurde er am 1. März 2012 zum Colonel Commandant des Royal Army Veterinary Corps ernannt und damit zum Nachfolger von Lieutenant-General Sir Andrew Graham, 5. Baronet, dessen Amtszeit endete.
Am 1. März 2013 wurde Everard als Nachfolger von Lieutenant-General Richard Barrons stellvertretender Chef des Verteidigungsstabes für Militärische Strategien und Operationen (Deputy Chief of the Defence Staff (Military Strategy and Operations)) und verblieb auf diesem Posten bis Juli 2014, woraufhin Lieutenant-General Gordon Messenger seine Nachfolge antrat. Des Weiteren wurde er am 26. April 2013 auch zum Colonel Commandant der Prince of Wales’s Division berufen. Anschließend übernahm er am 7. August 2014 von Lieutenant-General Sir Nick Carter als Oberkommandierender der Landstreitkräfte (Commander-in-Chief, United Kingdom Land Forces) beziehungsweise ab November 2015 als Kommandeur der Feldarmee (Commander Field Army) und hatte diese Funktion bis zu seiner Ablösung durch Lieutenant-General Sir Patrick Sanders im Dezember 2016 inne. Während dieser Zeit wurde er im Zuge der New Year Honours zum 1. Januar 2016 zum Knight Commander des militärischen Zweiges des Order of the Bath (KCB (Mil)) geschlagen, so dass er seitdem das Prädikat „Sir“ führt.
Zuletzt wurde er General und im März 2017 Nachfolger von General Sir Adrian Bradshaw als stellvertretender Alliierter Oberkommandierender der NATO in Europa (Deputy Supreme Allied Commander Europe) und bekleidete diese Funktion bis zu seiner Ablösung durch General Sir Tim Radford im April 2020. Für seine langjährigen militärischen Verdienste wurde er am 23. Oktober 2018 mit der Long Service & Good Conduct Medal (Military) mit einer Spange ausgezeichnet und erhielt zu dieser Medaille am 14. Mai 2019 eine zweite Spange. Er war des Weiteren bis zum 15. Januar 2020 auch Colonel Commandant der Scottish, Welsh and Irish Division und wurde danach von Major-General Tim Hyams abgelöst. Im April 2020 schied er aus dem aktiven Militärdienst und trat in den Ruhestand. Seit ist er 2021 Leitender Seniormentor für Alliierte Kommandooperationen der NATO.